# Meromyza affinis
Meromyza affinis är en tvåvingeart som beskrevs av Lidia Ivanovna Fedoseeva 1971. Meromyza affinis ingår i släktet Meromyza och familjen fritflugor.
Artens utbredningsområde är Colorado. Inga underarter finns listade i Catalogue of Life.